# Carausius
Carausius, egentligen (Marcus Mausaeus Carausius), död 293, var en romersk usurpator i Britannien.
Carausius inträdde i den romerska hären, befordrades snabbt och erhöll omkring 285 av Maximianus uppdrag att med en flotta rensa Britanniens och Galliens kuster från sjörövare. Efter en brytning med kejsaren 286 eller 287 lät Carausius utropa sig till kejsare över Britannien. Sedan Maximianus förgäves försökt besegra Carausius slöt de båda fred 289 och Carausius erkändes som kejsare. 293 dödades han dock av en underordnad, Allectus, som därefter utropade sig själv till kejsare över Britannien.